# Sempervivum gillianii
Sempervivum gillianii är en fetbladsväxtart som beskrevs av Muirh.. Sempervivum gillianii ingår i släktet taklökar, och familjen fetbladsväxter. Inga underarter finns listade i Catalogue of Life.